# Чадско-либијски сукоб
Чадско-либијски сукоб назив је за низ војних окршаја на подручју Чада између либијских и чадских снага, који су трајали од 1978. до 1987. године. Сукоб је сачињавао низ либијских интервенција у Чаду 1978, 1979, од 1980. до 1981. и од 1983. до 1987. године. Либија је овим интервенцијама заправо била и учесник Чадског грађанског рата, и то на страни побуњеника са севера. За то време је Чад имао непосредну потпору Француске.
Либија је учешће у рату искористила за анексију појаса Аузу, региона чије је питање припадности нерешено још од доба колонијалне владавине у овим двема земљама. Начин вођења рата радикално се променио тек 1986. године, када су се све чадске снаге ујединиле и протерале либијску војску са севера земље.